# Turin (miasto)
Turin – miasto w Stanach Zjednoczonych, w stanie Nowy Jork, w hrabstwie Lewis.